# 共和河
共和河（英語：Republican River）是北美大平原中部的一条河流，全长453英里（729），流经美国的内布拉斯加州和堪萨斯州。